# Dagamaea
Genre
Dagamaea est un genre de collemboles de la famille des Isotomidae.

## Liste des espèces
Selon Checklist of the Collembola of the World (version du 29 août 2019) :
- Dagamaea danieli Nosek, 1974
- Dagamaea fragilis Yoshii, 1995
- Dagamaea morei Tamura, 2002
- Dagamaea tenuis (Folsom, 1934)

## Publication originale
- Yosii, 1965 : On some Collembola of Japan and adjacent countries. Contributions from the Biological Laboratory Kyoto University, no 19, p. 1-71.